# (6638) 1989 CA
(6638) 1989 CA là một tiểu hành tinh vành đai chính. Nó được phát hiện bởi Masaru Arai và Hiroshi Mori ở Yorii Observatory ngày 2 tháng 2 năm 1989.